# Zygothrica laevifrons
Zygothrica laevifrons är en tvåvingeart som beskrevs av Oswald Duda 1927. Zygothrica laevifrons ingår i släktet Zygothrica och familjen daggflugor. Inga underarter finns listade i Catalogue of Life.